# اقتصاد بعد-الكينزي
اقتصاد ما بعد الكينيزية هو مدرسة للفكر الاقتصادي مع أصولها في النظرية العامة لجون ماينارد كينز، لتتطور في وقت لاحق متأثرةً إلى حد كبير بميشال كاليكي وجوان روبنسون ونيكولاس كالدور وسيدني وينتراوب وبول ديفيدسون وبييرو سرافا ويان كريجل. يجادل المؤرخ روبرت سكيدلسكي بأن مدرسة ما بعد الكينزية ظلت أقرب إلى روح عمل كينز الأصلي. إنها نهج غير تقليدي للاقتصاد.

## مقدمة
استخدم إيتشنر وكريغل عام 1975 مصطلح «ما بعد الكينزية» لأول مرة للإشارة إلى مدرسة متميزة للفكر الاقتصادي، كما استخدم في إنشاء مجلة اقتصاد ما بعد الكينزية عام 1978. قبل العام 1975، وفي بعض الأحيان في أعمال أحدث، كان مصطلح «ما بعد الكينزية» يمكن أن يعني ببساطة الاقتصاد الذي اتّبع بعد العام 1936، تاريخ النظرية العامة لكينز.
اتحد اقتصاديو ما بعد الكينزية في الحفاظ على أن نظرية كينز مشوهة بشكل خطير من قبل المدرستين الكينزيتين الرئيسيتين الأخريين: الاقتصاد الكينزي الجديد، الذي كان تقليديًا في الخمسينيات والستينيات، والاقتصاد الكينزي الجديد، الذي ساد الاقتصاد الكلي منذ الثمانينيات جنبًا إلى جنب مع فروع مختلفة من الاقتصاد النيوكلاسيكي. يمكن اعتبار اقتصاديات ما بعد الكينزية محاولة لإعادة بناء النظرية الاقتصادية في ضوء أفكار ورؤى كينز. لكن، حتى في السنوات الأولى، سعى الاقتصاديون بعد كينز أمثال جوان روبنسون إلى الابتعاد عن كينز وأفكاره. أخذ بعض اقتصاديو ما بعد الكينزية نظرة أكثر تقدمية من كينز نفسه، مع تركيز أكبر على السياسات الصديقة للعمال وإعادة توزيع الثروات. شدد روبنسون وبول ديفيدسون وهيمان مينسكي على الآثار المترتبة على الاقتصاد من الاختلافات العملية بين أنواع الاستثمارات المختلفة، على عكس المعالجة الأكثر تجريدًا لكينز.
إن الأساس النظري لاقتصاد ما بعد الكينزية هو مبدأ الطلب الفعال، الذي يعتبر أن الطلب مهم على المديين الطويل والقصير، بحيث لا يكون لاقتصاد السوق التنافسي نزعة طبيعية أو تلقائية باتجاه تحقيق العمالة الكاملة. على عكس آراء الاقتصاديين الكينزيين الجدد الذين يعملون في التقليد النيوكلاسيكي، لا يقبل اقتصاديو ما بعد الكينزية أن الأساس النظري لفشل السوق في توفير العمالة الكاملة هو الأسعار أو الأجور الجامدة أو الثابتة. عادة ما يرفض اقتصاديو ما بعد الكينزية نموذج IS – LM لجون هيكس المؤثر جدًا في الاقتصاديات النيوكينزية، لأنهم يجادلون بأن الإقراض المصرفي الداخلي يكون أكثر أهمية من عرض النقود لدى البنوك المركزية.
امتدت مساهمة اقتصاديات ما بعد الكينزية إلى ما وراء نظرية التوظيف الكلي، لتصل إلى نظريات توزيع الدخل والنمو والتجارة والتنمية التي يلعب فيها الطلب على النقود دورًا رئيسيًا، بينما تحددها في الاقتصاد النيوكلاسيكي قوى التكنولوجيا والملاءة. في مجال النظرية النقدية، كان اقتصاديو ما بعد الكينزية من أوائل الذين أكدوا أن العرض النقدي يستجيب للطلب على الائتمان المصرفي، حتى لا يتمكن المصرف المركزي من التحكم في كمية المال، بل يدير فقط سعر الفائدة من خلال إدارة كمية الاحتياطيات النقدية.
دمج هذا الرأي إلى حد كبير في السياسة النقدية،[بحاجة لمصدر] التي تستهدف الآن سعر الفائدة كأداة، وليس كمية النقود. في مجال التمويل، قدم هيمان مينسكي نظرية للأزمة المالية على أساس الهشاشة المالية، والتي حظيت باهتمام متجدد.